# Wybory parlamentarne w III Rzeszy w listopadzie 1933 roku

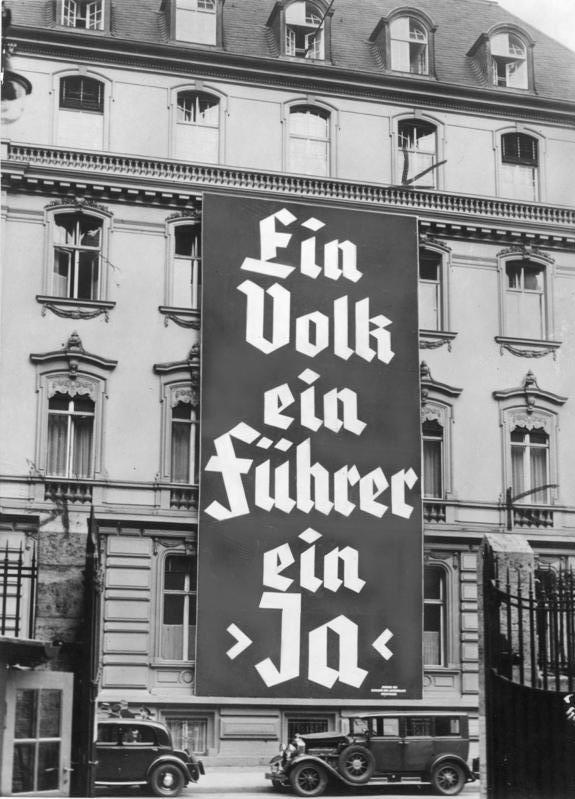
Plakat wyborczy NSDAP w Berlinie: Jeden Lud, jeden Lider, jedno „Tak”

Wybory parlamentarne do Reichstagu, odbyły się 12 listopada 1933. Były to drugie wybory w Niemczech w 1933, ale zarazem pierwsze w III Rzeszy. 
Okres po wyborach do Reichstagu w marcu 1933 charakteryzował się ustanowieniem jednopartyjnej dyktatury Narodowosocjalistycznej Niemieckiej Partii Robotników (NSDAP) i wykluczeniem innych sił politycznych z życia publicznego. Wszystkie partie opozycyjne zostały zdelegalizowane na mocy ustawy rządu Rzeszy z 14 lipca 1933, a wyborcom przedstawiono tylko jedną listę, na którą można było głosować „TAK” lub „NIE”, złożoną z członków NSDAP oraz niewielkiej liczby bezpartyjnych znanych osób, wspierających reżim kanclerza Rzeszy Adolfa Hitlera. Głosowanie odbywało się w atmosferze terroru. Wielu wyborców obawiało się, że każdy, kto zagłosuje na „NIE”, zostanie za to wykryty i ukarany. W niektórych społecznościach wyborcom grożono dotkliwymi represjami, jeśli ośmielą się głosować na „NIE”, a nawet jeśli w ogóle nie wezmą udziału w wyborach. Mimo to aż 3,3 mln wyborców oddało „nieważne” głosy.

## Wyniki wyborów[3]
Na liście NSDAP, „TAK” zaznaczyło 92,11% głosujących. Stwierdzono 7,89% nieważnych głosów.
| Partia         | Głosy      | %     | Miejsca |
| -------------- | ---------- | ----- | ------- |
| NSDAP          | 39 655 224 | 92,11 | 661     |
| Nieważne głosy | 3 398 249  | 7,89  | –       |
| Razem          | 43 053 473 | 100   | 661     |
| Frekwencja     | 95,3%      | 95,3% | 95,3%   |